# Ketelyn Nascimento
Ketelyn Nascimento (12 de junio de 1998) es una deportista brasileña que compite en judo. Ganó una medalla de plata en el Campeonato Panamericano de Judo de 2021 en la categoría de –57 kg.

## Palmarés internacional
| Campeonato Panamericano | Campeonato Panamericano | Campeonato Panamericano | Campeonato Panamericano |
| Año                     | Lugar                   | Medalla                 | Categoría               |
| ----------------------- | ----------------------- | ----------------------- | ----------------------- |
| 2021                    | Guadalajara (México)    | Medalla de plata        | –57 kg                  |